# Menticirrhus ophicephalus
Menticirrhus ophicephalus, conocido como pichibueno, es una especie de pez de la familia Sciaenidae en el orden de los Perciformes.

## Morfología
• Los machos pueden llegar alcanzar los 45 cm de longitud total.

## Alimentación
Come poliquetos, crustáceos y moluscos.

## Hábitat
Es un pez de mar de clima tropical y demersal.

## Distribución geográfica
Se encuentra en el Océano Pacífico oriental: desde el Ecuador hasta Talcahuano (Chile).

## Uso comercial
Es común en los mercados locales.

## Observaciones
Es inofensivo para los humanos.